# الغيلانية
الغيلانية  قرية سوريّة تتبع إداريّاً لمحافظة حلب منطقة أعزاز ناحية أخترين، بلغ تعداد سكانها 689 نسمة حسب التعداد السكاني لعام 2004.